# SNAC
Social Networks and Archival Context (SNAC) là một dự án trực tuyến để khám phá, định vị và sử dụng các hồ sơ lịch sử phân tán liên quan đến từng người, gia đình và tổ chức.

## Lịch sử
SNAC được thành lập vào năm 2010, với tài trợ từ National Endowment for the Humanities (NEH) của National Archives and Records Administration (NARA), California Digital Library (CDL), Institute for Advanced Technology in the Humanities (IATH) tại University of Virginia và University of California, Berkeley School of Information. Quỹ Andrew W. Mellon Foundation đã tài trợ cho giai đoạn thứ hai của dự án từ 2012 đến 2014.